# Tatiana Ovetchkina
Pour les articles homonymes, voir Ovetchkina.
Tatiana Nikolaïevna Ovetchkina (russe : Татьяна Николаевна Овечкина), née Kabaïeva le 19 mars 1950 à Moscou (RSFS de Russie), est une joueuse de basket-ball soviétique et russe.
Elle a remporté deux médailles d'or aux Jeux olympiques d'été de 1976 et aux Jeux olympiques d'été de 1980, le championnat du monde de basket-ball féminin 1975, l'Universiade d'été 1977 et six championnats d'Europe de basket-ball féminin (1970, 1972, 1974, 1976, 1978 et 1980).
Elle a passé sa carrière au club du ŽBK Dynamo Moscou. Après sa retraite sportive, elle est entrée dans l'encadrement de l'équipe de Russie de basket-ball féminin.
Elle est la mère du joueur de hockey sur glace Aleksandr Ovetchkine.

## Distinctions
- 1976 : Ordre de l'Insigne d'honneur
- 1980 : Ordre de l'Amitié des peuples
- 1998 : Ordre de l'Amitié